# Linda Pöppel

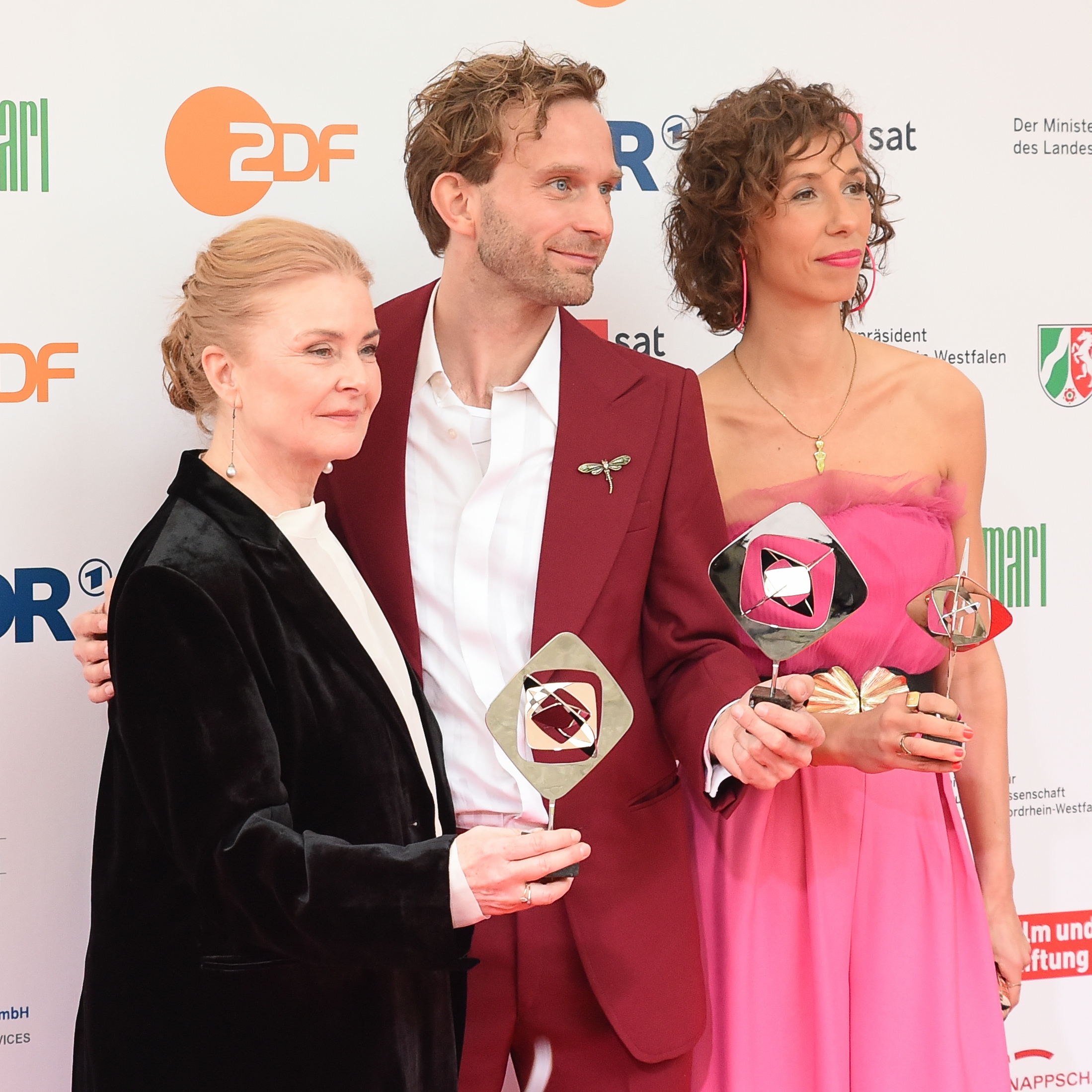
Linda Pöppel (rechts) mit Lina Wendel und Jonas Walter bei der Verleihung des Grimme-Preises 2024

Linda Pöppel (* 4. März 1985 in Berlin) ist eine deutsche Theater- und Filmschauspielerin.

## Leben
Pöppel war vor ihrer Schauspielausbildung von 2005 bis 2007 Mitglied der Jugendtheatergruppe P14 der Volksbühne Berlin. 2006 war sie in dem Fernsehfilm Tornado – Der Zorn des Himmels und in dem Kurzfilm 13 Stufen – Tagebuch einer modernen Beziehung zu sehen. Von 2007 bis 2011 studierte sie Schauspiel an der Schauspielschule Bochum. In dieser Zeit hatte sie Gastengagements am Schauspielhaus Bochum. 2008 wirkte Pöppel in der Fernsehserie Ein starkes Team und 2009 in der Krimireihe Tatort mit. Es folgten 2010 die Fernsehfilme London, Liebe, Taubenschlag und Ihr mich auch. Von 2010 bis 2013 war Pöppel am Centraltheater Leipzig engagiert und arbeitete unter anderem mit Sebastian Hartmann, Sebastian Baumgarten, Robert Borgmann, Alexander Eisenach, Michael Schweighöfer und Martin Laberenz. 2011 spielte sie in dem Film Papa Gold und 2012 und 2013 in zwei Folgen der Krimiserie SOKO Leipzig. Von 2013 bis 2016 war Pöppel Ensemblemitglied am Schauspiel Frankfurt. Dort setzte sie ihre Zusammenarbeit mit Sebastian Hartmann und Alexander Eisenach fort und arbeitete mit René Pollesch, Ersan Mondtag, Jürgen Kruse sowie dem Choreographen Dave St. Pierre zusammen. Zwischen 2016 und 2023 war sie am Deutschen Theater in Berlin engagiert und u. a. in Der Zauberberg, 4.48 Psychose, Glaube Liebe Hoffnung, Lear, Hunger. Peer Gynt, In Stanniolpapier, Ulysses, Das Missverständnis und König Ubu zu sehen. 2019 trat sie am Staatsschauspiel Dresden in Schuld und Sühne auf. Im selben Jahr wirkte sie in der Krimiserie Notruf Hafenkante sowie 2021 in der Krimiserie SOKO Wismar mit. 2021 spielte sie in der Krimireihe Tatort die Mutter eines Fünfjährigen, der seit drei Tagen verschwunden ist.
Für die Hauptrolle in Tamara erhielt sie 2023 beim Neiße Filmfestival und bei den Internationalen Grenzland-Filmtagen den Preis für die beste darstellerische Leistung. 2024 gewann sie für die Darstellung in Tamara den Grimme-Preis im Wettbewerb Fiktion.

## Filmografie
- 2006: Tornado – Der Zorn des Himmels
- 2006: 13 Stufen – Tagebuch einer modernen Beziehung
- 2008: Ein starkes Team: Hungrige Seelen (Fernsehreihe)
- 2009: Tatort: … es wird Trauer sein und Schmerz (Fernsehreihe)
- 2010: London, Liebe, Taubenschlag (Part 1 und 2)
- 2010: Ihr mich auch
- 2011: Papa Gold
- 2012: SOKO Leipzig – Stilbruch
- 2013: SOKO Leipzig – Preis der Freiheit
- 2019: Notruf Hafenkante – Vier Stunden Luft
- 2021: SOKO Wismar – Asche zu Asche
- 2021: Tatort: Wo ist Mike?
- 2022: Liebesdings
- 2023: Tamara